# Laborista de coalición
Laborista de coalición («Coalition Labour») fue la marca usada por los candidatos a las elecciones generales del Reino Unido de 1918 que se identificaban con el movimiento obrero y en muchos casos eran ex diputados del Partido Laborista, pero que apoyaban al Gobierno de coalición en el poder.
El Partido Laborista abandonó el Gobierno de coalición liderado por David Lloyd George en 1918. Cuatro diputados laboristas prefirieron permanecer como ministros: George Barnes, James Parker, George Henry Roberts y George Wardle. Dichos parlamentarios, junto al candidato sostenido por el Sindicato Nacional de Marineros y Bomberos, John R. Bell, concurrieron a las elecciones al margen del Partido Laborista y fueron denominados candidatos «laboristas de coalición». Solo Bell y Parker obtuvieron el aval oficial de la coalición («Coalition Coupon»), siendo identificados erróneamente en la literatura oficial sobre la coalición como candidatos nacional-democrático y liberal de coalición, respectivamente. El Partido Nacional Democrático y Laborista era una organización separada que también apoyaba a la coalición y tenía sus orígenes en el Partido Laborista.  
De los cinco candidatos a las elecciones generales de 1918, los cuatro exministros fueron elegidos:
| Circunscripción             | Candidatos           | Votos         | %    | Posición | Respaldo  |
| --------------------------- | -------------------- | ------------- | ---- | -------- | --------- |
| Cannock                     | James Parker         | 8.068         | 51,8 | 1º       | ¿?        |
| Glasgow Gorbals             | George Nicoll Barnes | 14.347        | 65,9 | 1º       | ¿?        |
| Kingston upon Hull Suroeste | John R. Bell         | 5.005         | 30,9 | 2º       | Marineros |
| Norwich                     | George Henry Roberts | 26.642        | 45,1 | 1º       | Ninguno   |
| Stockport                   | George James Wardle  | Sin oposición | N/A  | 1º       | Ninguno   |

Tras las elecciones, los cuatro ministros continuaron en sus puestos del gabinete. Stephen Walsh, que había sido elegido como candidato del Partido Laborista, también acordó unirse al Gobierno de coalición. Sin embargo, su candidatura había sido respaldada por la Federación de Mineros de Lancashire y Cheshire, que había votado contra su participación en el ejecutivo, por lo que tuvo que abandonar el Gobierno pocos días más tarde.
De los restantes cuatro diputados laboristas de coalición, Wardle dimitió en 1920 debido a su estado de salud, y Barnes se retiró en las elecciones generales de 1922. Parker y Roberts concurrieron a aquellos comicios; como la coalición había terminado, se presentaron como independientes, y solo Roberts renovó su escaño. Se presentó de nuevo en las elecciones de 1923, como candidato conservador, pero entonces fue derrotado.